# Ribeira da Tosquiada
A Ribeira da Tosquiada é um curso de água português localizado no concelho do Nordeste, ilha de São Miguel, arquipélago dos Açores.
Este curso de água tem origem a cerca de 900 metros de altitude, na Serra da Tronqueira.
A suabacia hidrográfica bastante extensa recebe as águas de escorrência de vários afluentes que também nascem na encosta da Serra da Tronqueira além de alguns que nascem nos contrafortes do Pico Bartolomeu.
O seu curso de água que passa próximo da Ponta do Sossego desagua no Oceano Atlântico e fá-lo na costa próximo da Fajã do Araújo.